# Bargain Fiend; or, Shopping à la Mode
Bargain Fiend; or, Shopping à la Mode è un cortometraggio muto del 1907 diretto da William V. Ranous.

## Produzione
Il film fu prodotto nel 1907 dalla Vitagraph Company of America.

## Distribuzione
Distribuito dalla Vitagraph Company of America, il film - un cortometraggio di circa cinque minuti - uscì nelle sale statunitensi il 10 agosto 1907.